# Trenck (1932)
Trenck ist ein deutscher Spielfilm von Heinz Paul und Ernst Neubach aus dem Jahre 1932 mit Hans Stüwe in der Titelrolle.

## Handlung
Preußen zur Zeit der Schlesischen Kriege in den 1740er Jahren. Der preußische Gardeleutnant Friedrich Freiherr von der Trenck, Neffe des in österreichischen Diensten stehenden Franz von der Trenck, auch „Trenck, der Pandur“ genannt, hat bei Friedrich II. (nachmals: der Große) einige Aufmerksamkeit erregt. Der preußische König möchte ihn zu seinem Adjutanten ernennen. Als Trenck am Hof zu Potsdam ankommt, begegnet er auf der Schlosstreppe Prinzessin Amalie, der jüngsten Schwester des Königs. Beide verlieben sich rasch ineinander. Am Vorabend des Krieges wird ein rauschender Ball gegeben, bei dem Trenck die Ballwache übernimmt. Amalie nimmt die Gelegenheit wahr und arrangiert ein Rendezvous mit ihrem geliebten Gardeleutnant. Dann muss Trenck ins Feld ziehen.
Bei der Schlacht bei Soor (1745) stoßen beide Trencks unvermittelt aufeinander. Trenck, der Pandur hat mit seinen Männern das Feldlager der preußischen Einheiten restlos verwüstet. Friedrich von der Trenck und Leutnant von Rochow wollen daraufhin, entgegen dem Befehl, den anderen Trenck stellen, geraten dabei jedoch in österreichische Hände. Dabei stirbt Rochow, und der preußische Trenck wird entwaffnet. Den Vorschlag, überzulaufen, lehnt von der Trenck vehement ab, und schließlich kehrt er mit seinem toten Kameraden zu seiner Einheit zurück. Trencks Eigenmächtigkeit hat schwere Konsequenzen für ihn, wegen Insubordination wird er zu Festungshaft in Glatz verurteilt. Nach dem Frieden von Dresden fühlt er sich von den eigenen Leuten vergessen und entflieht daher seinem Gefängnis. Jetzt wird nach ihm auch noch wegen Desertion gefahndet. Ausgerechnet zu diesem Zeitpunkt war es Prinzessin Amalie, die mittlerweile Äbtissin im Stift Quedlinburg geworden ist, gelungen, ihren Bruder dazu zu überreden, Friedrich von der Trenck zu begnadigen.
Für Trenck beginnt nun ein rastloses Leben, immer auf der Flucht vor den Häschern König Friedrichs. In Russland fühlt er sich zunächst sicher, später gelangt er nach Danzig, damals nicht unter preußischer Herrschaft stehend. Dennoch wird er den Händen preußischer Soldaten übergeben, die Trenck auf Befehl des Königs auf die Festung von Magdeburg bringen. In einem dunklen Kellerverlies wird er vom rachsüchtigen Monarchen über Jahre hinweg wie ein Tier angekettet. Auf königlichen Befehl darf keiner der Wärter mit ihm ein Wort wechseln. Prinzessin Amalie versucht, ihn zu befreien, doch scheitert dieser Fluchtversuch an der bereits stark fortgeschrittenen Entkräftung des Häftlings.
Erst nach der verloren gegangenen Schlacht bei Kunersdorf 1759 erinnert sich Friedrich seiner und verfügt nach siebzehn Jahren Haft die Freilassung Trencks, verbannt aber seinen einstigen Günstling für immer aus Preußen. Nach Friedrichs Tode 1786 hebt dessen Nachfolger Friedrich Wilhelm II. dieses Verdikt auf. Auf Schloss Monbijou kommt es zwischen den beiden sichtlich gealterten Liebenden Trenck und Amalie zu einem Wiedersehen nach rund dreißig Jahren. Trenck übergibt seiner einstigen Liebe seine Memoiren, die trotz aller schlechten Erfahrungen und durchlittenen Qualen ganz dem Geist Friedrich II. gewidmet sind.

## Produktionsnotizen
Trenck, bisweilen auch unter dem Langtitel Trenck – Der Roman einer großen Liebe und unter Der Günstling des Königs vertrieben, entstand ab dem 12. September 1932 in den Jofa-Ateliers in Berlin-Johannisthal und war in wenigen Wochen abgedreht. Der Film besaß neun Akte und war 2774 Meter lang. Die Zensur gab ihn am 24. Oktober 1932 für die Jugend frei. Die Uraufführung erfolgte am 28. Oktober 1932 in Berlins Titania-Palast und im Atrium.
Hans Conradi war Produktionsleiter, Alfred Greven Produktionsassistent. Die Filmbauten stammen aus den Händen von Erich Czerwonski, die Kostüme von Leopold Verch. Hermann Birkhofer und Erich Lange sorgten für den Ton. Die Tänze wurden von Rudi Haffner beigesteuert. Die Texte zu Hans Mays Musik lieferte Co-Regisseur und Drehbuchautor Ernst Neubach.
Produzent Herbert Silbermann (1897–1957) wurde während des Zweiten Weltkriegs in Frankreich interniert und überlebte den Holocaust als einziger von vier Geschwistern.

## Historischer Hintergrund
Friedrich von der Trenck entstammte einem seit dem 13. Jahrhundert nachweisbaren Adelsgeschlecht. Er trat 1740 in die preußische Armee ein und wurde 1744 Ordonnanzoffizier Friedrichs des Großen. Bereits im Jahr darauf wurde er erstmals arretiert. Ob seine Einkerkerung tatsächlich, wie der Film insinuiert, mit einer (nicht sicher nachgewiesenen) Affäre mit der Kronprinzessin Amalie, der jüngsten Schwester Friedrichs, in Zusammenhang steht, ist bis heute nicht sicher nachgewiesen. Nach einem turbulenten Leben zwischen Gefangenschaft, Flucht, erneuter Festnahme und Freilassung starb Trenck 1794 in Paris, guillotiniert von französischen Revolutionären.

## Weitere Verfilmungen
- Trenck, der Pandur (1940) mit Hans Albers in der Titelrolle und als Friedrich von der Trenck
- Die merkwürdige Lebensgeschichte des Friedrich Freiherrn von der Trenck (1973) mit Matthias Habich in der Titelrolle
- Trenck – Zwei Herzen gegen die Krone (2002) mit Ben Becker in der Titelrolle

## Kritiken
„Hans Stüwe ist mehr Prinz von Homburg als Trenck, etwas zu theatralisch aber in kleidsamen Kostümen Liebling der Frauen. Dorothea Wieck bietet ein schönes, unbewegtes Bild als Prinzessin Amalie, die der Sehnsucht und Melancholie verfallen ist, eine kühle und stolze Schönheit als liebende Äbtissin am Schluß des Films. Stark und eindringlich Theodor Loos als Friedrich der Große – im Kampf gegen das Filmbild des großen Königs, das uns Otto Gebühr nun einmal für immer aufgezwungen hat. Hier steht ein neuer Fridericus Rex! Ein manchmal irrender, ungerechter Monarch. Das ist aber gerade der Vorzug dieses Films, daß sein Fridericus auch gallig, tyrannisch und ungerecht sein kann. Bei Bruno Frank handelt es sich gerade um diese Unmenschlichkeit des großen Königs, der als rachsüchtiger Familiendespot einer so unbegreiflichen Machtjustiz an Trenck fähig ist.“

Paimann’s Filmlisten resümierte: „Dem Filmbuch ist die Geschichte nur Folie für Einzelschicksale; biegt sie oft um, hat aber zumindest die Wahrscheinlichkeit für sich, schildert Milieu und Zeit ziemlich echt. Es könnte geschlossener, die Regie straffer, der Dialog um eine Nuance weniger pathetisch sein. Stüwe‘s Trenck ungemein echt, Loos als Friedrich sehr nobel. Diskret untermalende Musik, schöne Photographie, meist zufriedenstellender Ton. Als Geschichtsfilm über dem Durchschnitt, für Freunde vaterländischer Themen.“